# アンディ・バーマン
アンディ・バーマン（Andy Berman,  1968年2月24日 - ）は、アメリカ合衆国の俳優、声優、脚本家、プロデューサーである。

## 来歴
1968年、イリノイ州、シカゴ生まれ。1991年にウディ・アレン監督の『ウディ・アレンの影と霧』で映画デビュー。また同年から、かつてNHKでも放送された青春ドラマ『素晴らしき日々』で、フレッド・サベージ演じる主人公の高校時代の友人として19エピソードへ出演した。その後もテレビ、映画などの分野でキャリアを重ねていき、1996年にアメリカ国内のギネスビールのコマーシャルへも出演している。また、ニコロデオンが製作のアニメシリーズ『インベーダー・ジム』では声優として参加しているほか、『サイク/名探偵はサイキック?』では出演以外にも脚本家として25エピソードを執筆、4エピソードを監督。2012年のジュリア・ロバーツ主演の『白雪姫と鏡の女王』はプロデューサーとして参加した。

## 出演作品

### 映画
- ウディ・アレンの影と霧 Shadows and Fog (1991)
- がんばれルーキー! Rookie of the Year (1993)
- キッズ・イン・ザ・ワールド Kidz in the Wood (1996) ※テレビ映画
- 心の指紋 The Sunchaser (1996)
- Telling You (1998)
- This Space Between Us (1999)
- ヒュー・ヘフナー 「プレイボーイ」の帝王 Hefner: Unauthorized (1999) ※テレビ映画
- Running Mates (2000)
- シリコンバレーを抜け駆けろ! The First $20 Million Is Always the Hardest (2002)
- Dry Cycle (2003)
- The Enigma with a Stigma (2006)

### テレビドラマ
- ライフ・ゴーズ・オン Life Goes On (1991)
- 素晴らしき日々 Wonder Years (1991 - 1993)
- Love & War (1992)
- ザ・コミッシュ The Commish (1993)
- Grace Under Fire (1993)
- ウイングス Wings (1994)
- ブロッサム Blossom (1995)
- 新スーパーマン Lois & Clark: The New Adventures of Superman (1995)
- Mr. Rhodes (1996)
- Between Brothers (1997)
- Ghost Cop (1998)
- ハーシュ・レルム Harsh Realm (1999)
- CSI:科学捜査班 CSI: Crime Scene Investigation (2004)
- サイク/名探偵はサイキック? Psych (2006 - 2014) ※兼脚本・監督

### テレビアニメ
- インベーダー・ジム Invader ZIM (2001 - 2002)

### テレビゲーム
- SpongeBob SquarePants featuring Nicktoons: Globs of Doom (2008)

## プロデューサーを務めた作品
- 白雪姫と鏡の女王 Mirror Mirror (2012)
- ミス・リベンジ Miss Bala (2019)
- リチャード・ジュエル Richard Jewell (2019)